# Simuleret udglødning
Simuleret udglødning (SA) er en generisk metaheuristik for det globale optimeringsproblem i anvendt matematik.

## Generel beskrivelse af algoritmen
S. Kirkpatrick et al. sammenligner kombinatoriske optimeringsproblemer
med opførslen af mekaniske systemer, hvor antallet af frihedsgrader er for stort
til at man kan ﬁnde begyndelsesbetingelserne for systemet. Der foreslås en analogi, hvor udglødende faste stoffer giver et framework for optimering af
komplekse systemer. 
Kirkpatrick forklarer, hvordan analogien kan anvendes til at
udnytte to grundlæggende strategier for heuristikker: divide-and-conquer og
iterativ forbedring. Algoritmen Simulated Annealing introduceres. I Simulated Annealing adskiller temperaturen klasser af ændringer i objektfunktionen, sådan at store ændringer sker ved høje temperaturer, mens mindre ændringer
først bliver udført ved lave temperaturer. Dette svarer til en adaptiv form for
divide-and-conquer-strategi. Samtidig forbedrer Simulated Annealing iterativt
en lovlig løsning, hvilket svarer til strategien iterativ forbedring. Temperaturen
forhindrer algoritmen i at sidde fast i et lokalt optimum ved at tillade ændringer
der resulterer i en (midlertidig) dårligere løsning.

## Pseudo-kode
```
s ← s0; e ← E(s)                             // 
Initial state, energy.

sb ← s; eb ← e                               // 
Initial "best" solution

k ← 0                                        // 
Energy evaluation count.

while
 k 
<
 kmax 
and
 e 
>
 emax                  // 
While time remains & not good enough:

  sn ← neighbour(s)                          //   
Pick some neighbour.

  en ← E(sn)                                 //   
Compute its energy.

  
if
 en < eb 
then
                            //   
Is this a new best?

    sb ← sn; eb ← en                         //     
Yes, save it.

  
if
 P(e, en, temp(k/kmax)) > random() 
then
  //   
Should we move to it?

    s ← sn; e ← en                           //     
Yes, change state.

  k ← k + 1                                  //   
One more evaluation done

return
 sb                                    // 
Return the best solution found.
```

## Relaterede artikler
- Adaptiv simuleret udglødning
- Markov-kæde
- Kombinatorisk optimering
- Multidiciplinær optimering
- Traveling salesman problem

| Matematik | Spire Denne artikel om matematik er en spire som bør udbygges. Du er velkommen til at hjælpe Wikipedia ved at udvide den. |